# 園田武彦
園田 武彦（そのだ たけひこ、1887年（明治20年）1月24日 - 1977年（昭和52年）12月4日）は、日本の機械技術者、政治家、華族。貴族院男爵議員。

## 経歴
本籍鹿児島県。外交官・園田孝吉、銈子夫妻の二男としてロンドンで生まれる。1910年（明治43年）イギリス、グラスゴー高等工業学校機械科を卒業。
その後、イギリスで造船所、機械工場の職工として働く。飛行機への情熱を掻き立てられ父へ援助を申し出ると、飛行士にはならないこと、飛行機の製作は一機のみとする条件で資金の提供を受けた。飛行機はハンドレページの工場において共同で製作し、1911年（明治44年）はじめに完成した（園田式飛行機）。ヘンドン飛行場で三度目の着陸の際、左翼が地面と接触して破損し使用不能となる。父との約束どおり飛行機製作を断念して、帰国時に無事であったグリーン50馬力エンジンを持ち帰り、奈良原三次の奈良原式4号鳳号飛行機に搭載された。
父の死去に伴い、1923年（大正12年）12月20日、家督を相続し男爵を襲爵した。1930年（昭和5年）6月7日、貴族院議員補欠選挙で当選し貴族院男爵議員に就任し、1939年（昭和14年）7月9日まで在任。1946年（昭和21年）5月11日、貴族院議員補欠選挙で当選し貴族院男爵議員に就任し、公正会に属して1947年（昭和22年）5月2日の貴族院廃止まで在任した。
1917年（大正6年）園池製作所取締役社長に就任。その他、模範ベルト工業代表、国際トーキー社長、帝国内燃機社長などを務めた。

## 親族
- 妻 園田京子（長岡外史二女、のち離縁）[1]